# Heterogenius favosus
Heterogenius favosus är en skalbaggsart som beskrevs av Thierry Bourgoin 1921. Heterogenius favosus ingår i släktet Heterogenius och familjen Cetoniidae. Inga underarter finns listade i Catalogue of Life.